# 香港社區發展網絡
香港社區發展網絡，簡稱社發網，於2000年1月5日正式投入服務，於2001年8月15日被認可為非牟利社團。香港社區發展網絡以自負盈虧的精神為社會提供服務，無申請社會福利署的資助，其主要收入來源是依靠物料回收服務、教會和熱心人士的捐助。

## 宗旨
1. 填補現時社會服務不足，盡量全面滿足不同階層人士的需要。
2. 發揚社區互助精神，讓需要者在其社區內過獨立自主的生活。
3. 以社工專業精神及愛心提供有質素有效率的服務。

## 服務範圍
由於社發網宗旨其中之一是因應社會環境的轉變和需要，提供適切的服務，故此在社會急劇的轉變中，社發網不斷開展新服務，現有的服務包括：環境保護教育、回收廢物服務、家居清潔服務、抹車美容服務、癌症關顧服務、失業援助服務、社區健康服務、心靈輔導服務、裝修工程服務、失業人士培訓課程及了解孩子潛能與溝通等等。
為達到有質素的服務，社發網要求在職同工和社發網登記的服務員都要本著愛心和服事的精神提供服務。

## 轄下的工作隊
社發網現擁有六隊工作隊，分別為下列七種對象或事工工作：
- 獨居長者；
- 更生人士（釋囚）；
- 新來港人士；
- 少數族裔；
- 傷殘人士；
- 環保教育；
- 青少年。

## 協助社發網籌款的機構
- 社會福利署
- 食物及環境街生署
- 地政處
- 九廣鐵路

## 參與回收的伙伴機構
2004年月餅盒環保回收活動部份獲嘉許機構：
- 香港保護兒童會林護日託幼兒園
- 香港保護兒童會蝴蝶村日託幼兒園
- 余振強紀念中學
- 聖言中學
- 瑪利曼中學
- 天愛苑管業處

舊衣回收:
- 地政處
- 房屋署
- 盈豐製衣廠
- 燊景企業有限公司
- 國際會議顧問有限公司

## 架構
- 執委會主席：黃家寶先生
- 執委會秘書：黃志康先生
- 執委會財政：李鈞杰先生
- 總幹事：龍緯汶先生

## 參與公務
- 社會福利署義工運動參與機構（2006-）
- 職業安全健康局職業安全健康約章簽署機構（2005-）
- 義務工作發展局愛心傳城義工大行動參與機構（2004-）
- 義務工作發展局義工轉介服務機構（2004-）
- 香港電台長者空中進修學院參與機構（2004-）
- 香港長者學院參與機構（2003-）

## 獲得獎項
- 香港互聯網專業協會信息共融行動銀獎（2006）
- 香港環保企業獎環保中小企業優異獎（2005）
- 博愛月全港屋村籌款慈善精神獎（2005）
- 香港互聯網專業協會網絡無障礙活動銀獎（2004-5）

## 外部連結
- 香港社區發展網絡網頁
- 香港“紫荊俠”又派錢 60名長者每人100 （页面存档备份，存于）
- 六成基層家庭　一年無食牛肉[永久]